# ロバート・スターリング (宣教師)
ロバート・スターリング（Robert Sterling、1859年1月1日-1917年10月16日）は、英国聖公会宣教協会の宣教師、医者。

## 経歴
イングランドのノーサンバーランド出身。1883年ダラム大学神学修士、1892年ニューカッスル大学医学士。
1884年聖職を授任され、ノーサンバーランド各地で副牧師（curate）として活動する。1893年英国聖公会宣教協会加入後ガザに派遣され、約20年間同地を中心に宣教活動や医療、教育に携わった。1906年-1914年聖ジョージ大聖堂名誉キャノン（Honorary Canon）。
第一次世界大戦勃発に伴い、当時敵対するトルコ領であったパレスチナを離れるが、その後王立陸軍医療軍団に志願し、エジプト駐留を経てパレスチナの諜報機関に転任する。1917年、傷病兵として送還されウェストミンスターにて死去。ゴスフォースに葬らる。

## 著作

### 書籍
- A Grammar of the Arabic Language. London: Kegan Paul, Trench, Trübner & Co.. (1904)
- Arabic and English Idiom. (1912)

### 寄稿
- “Gaza medical mission”. Medical Mission Quarterly 1 (4). (1893).

## 関連人物
- Eugene Stock（1836-1928）英国聖公会宣教協会の海外宣教活動のHistory of the Church Missionary Societyの執筆で知られる。同書にはガザで活動中のスターリングへの言及あり。
- Sydney Gould（1869-1938）カナダ出身の宣教師、後Missionary Society of the Church of England in CanadaのGeneral Secretary。スターリングと同時期にガザに派遣[1][2] 。